# BC Armia Tbilisi
Basketball Club Armia Tbilisi (Georgisch: საკალათბურთო კლუბი არმია თბილისი), is een professionele basketbalclub uit Tbilisi, Georgië. De club speelt in de Georgian Top League. Ze is een onderdeel van de Ministerie van Defensie van Georgië.

## Geschiedenis

### Sovjet-Unie
De club werd opgericht in 1937 en is daarmee een van de oudste clubs van de Sovjet-Unie. De club heeft verschillende titels gewonnen waaronder Landskampioen van de Sovjet-Unie in 1944 en 1946. Ze werden tweede in 1945. Twee van de topspelers waren Nodar Dzjordzjikia en Aleksandre Kiladze.

### Georgië
Na het uiteenvallen van de Sovjet-Unie in december 1991 werd de club opgeheven. Een hervormde Army Sports Club (ASK) nam vervolgens deel aan het Georgian Top League voor drie seizoenen tussen 1996 en 1999. De huidige club werd in 2010 opnieuw opgericht en maakte op 6 november 2010 zijn debuut in de Georgian Top League. Onder leiding van coach Levan Mosesjvili veroverde de club meteen de kampioenstitel door TSU Tbilisi met 3-1 te verslaan in de play-off finale. Ze wonnen ook de Beker van Georgië en de Otar Korkia Supercup dat jaar. Het volgende jaar was nog beter dan het jaar ervoor. Met de nieuwe coach Kote Toegoesji werd het reguliere seizoen zonder verlies afgesloten en versloeg het team Olimpi Tbilisi met 3-1 in de play-off finale. Ook wonnen ze de beker en de Supercup.

## Erelijst
- Landskampioen Sovjet-Unie: 2
  - Winnaar: 1944, 1946
  - Tweede: 1945
- Landskampioen Georgië: 2
  - Winnaar: 2011, 2012
- Bekerwinnaar Georgië: 2
  - Winnaar: 2011, 2012
- Otar Korkia Supercup: 2
  - Winnaar: 2011, 2012

## Bekende (oud)-spelers
- - Nodar Dzjordzjikia
- - Giorgi Goepalov
- - Aleksandre Kiladze
- - Suren Oganezov
- Kote Toegoesji

## Bekende (oud)-coach
- - Grigol Meoenargia
- Levan Mosesjvili
- Kote Toegoesji